# Leszek Dunecki
Leszek Ryszard Dunecki (né le 2 octobre 1956 à Toruń) est un athlète polonais, spécialiste du 100 m et du 200 m.
Il a fait partie des relais 4 × 100 m polonais qui ont obtenu des médailles aux Jeux olympiques d'été et aux championnats d'Europe.

## Palmarès

### Jeux olympiques d'été
- Jeux olympiques d'été de 1980 à Moscou ( Union soviétique)
  - éliminé en série sur 100 m
  - 6e sur 200 m en 20 s 68
  -  Médaille d'argent en relais 4 × 100 m en 38 s 33

### Championnats d'Europe d'athlétisme
- Championnats d'Europe d'athlétisme de 1978 à Prague ( Tchécoslovaquie)
  - 5e sur 100 m
  - 4e sur 200 m
  -  Médaille d'or en relais 4 × 100 m

### Championnats d'Europe d'athlétisme en salle
- Championnats d'Europe d'athlétisme en salle de 1979 à Vienne ( Autriche)
  -  Médaille d'argent sur 60 m